# Morten Berglia
Morten Berglia, né le 3 août 1958 est un athlète norvégien spécialiste de la course d'orientation. Il a remporté le titre de champion du monde en individuel lors des championnats de Zalaegerszeg en 1983 et a été médaillé de bronze à Thoune en 1981. Il est également trois fois champion du monde en relais avec l'équipe de Norvège, en 1983, 1985 et 1987.

## Palmarès
| Épreuve / Édition | Tampere 1979 | Thoune 1981 | Zalaegerszeg 1983 | Bendigo 1985 | Gérardmer 1987 | Skövde 1989 |
| Classique         | -            | Bronze      | Or                | 9e           | -              | 24e         |
| Relais            | 6e           | -           | Or                | Or           | Or             | -           |